# Kapslová věž Nakagin
Kapslová věž Nakagin (japonsky 中銀カプセルタワービル, Nakagin kapuseru tawá biru, anglicky Nakagin Capsule Tower) byla třináctipatrová kapslová budova vytvořená ze 140 prefabrikovaných buněk, která se nacházela v japonském Tokiu. Šlo o první stavbu na světě zhotovenou výhradně z prefabrikovaných modulárních buněk. Výstavba budovy byla zahájena v roce 1970 a dokončena byla již v roce 1972. Jejím autorem byl japonský architekt Kišó Kurokawa, zakládající člen avantgardního hnutí s názvem metabolismus, v jehož stylu byla budova navržena. Demolice budovy proběhla v roce 2022, poté co se nepodařil osehnat vhodného investora, který by budovu opraviů. Před jejím zahájem byly některé kapsle rozebrány a odvezeny do různých světových muzeí nebo repasovány k dalšímu využití.

## Popis
Hlavní myšlenkou architekta bylo vytvoření udržitelné a recyklovatelné stavby. Kapsle, ze kterých se víceúčelová bytová a kancelářská budova skládá, mají jednotný rozměr 2,3 × 3,8 × 2,1 m s oknem o průměru 1,3 metru na jednom konci. Kapsle jsou pomocí čtyř šroubů připevněny k jednomu ze dvou středových betonových jader. Původně byly určeny pro mladé pracující obyvatele Tokia, po propojení několika boxů ale vznikl prostor i pro celé rodiny.
Budova má jedenáct a třináct pater napojených na dvě betonové věže. Ocelové kapsle byly smontovány a vybaveny v továrně, po převezení na stavbu byly instalovány pomocí jeřábů. Každá jednotka měla kulaté okno a totožně vybavený interiér s vestavěnými spotřebiči, magnetofonem, rádiem, televizí, telefonem a klimatizací. Nechyběl ani nábytek a koupelna velikostně odpovídající toaletě na palubě letadla. Kapsle bylo možné využívat k bydlení, jako pracovnu, sklad či kancelář.

## Demolice
Od roku 2006 se spekulovalo o možné demolici a jejím nahrazení něčím jiným. Ačkoliv byla budova navržena tak, aby šlo její části kdykoliv nahradit, od jejího vzniku nebyla měněna ani jedna jednotka. Navíc došlo vlivem stáří materiálu k poškození vodovodního a odpadního potrubí, problémem je i přítomnost azbestu.
Sám architekt před svou smrtí v roce 2007 navrhoval nahrazení starých kapslí novými, což podporoval i Japonský institut architektů, k tomuto řešení se však nepřistoupilo. Jedním z důvodů byla i nízká odolnost domu v případě možného zemětřesení. V roce 2021 bylo obýváno méně než 30 jednotek, ostatní sloužily jako sklady a kanceláře, případně byly opuštěné. V květnu 2021 měl být komplex prodán správcovskou společností vlastníkovi půdy, což naznačovalo možnost brzkého zbourání první kapslové budovy pro trvalé a praktické použití na světě. 
Termín zbourání budovy byl ohlášen v dubnu 2022. Zájem o kapsle z budovy projevilo 80 institucí, včetně pařížského Centre Pompidou.

## V kultuře
V roce 2025 newyorská galerie MoMA připravila rok trvající výstavu, která připomíná celou historii kapslové věže Nakagin i s ukázkou bydlení přímo v jedné z buněk.

## Galerie

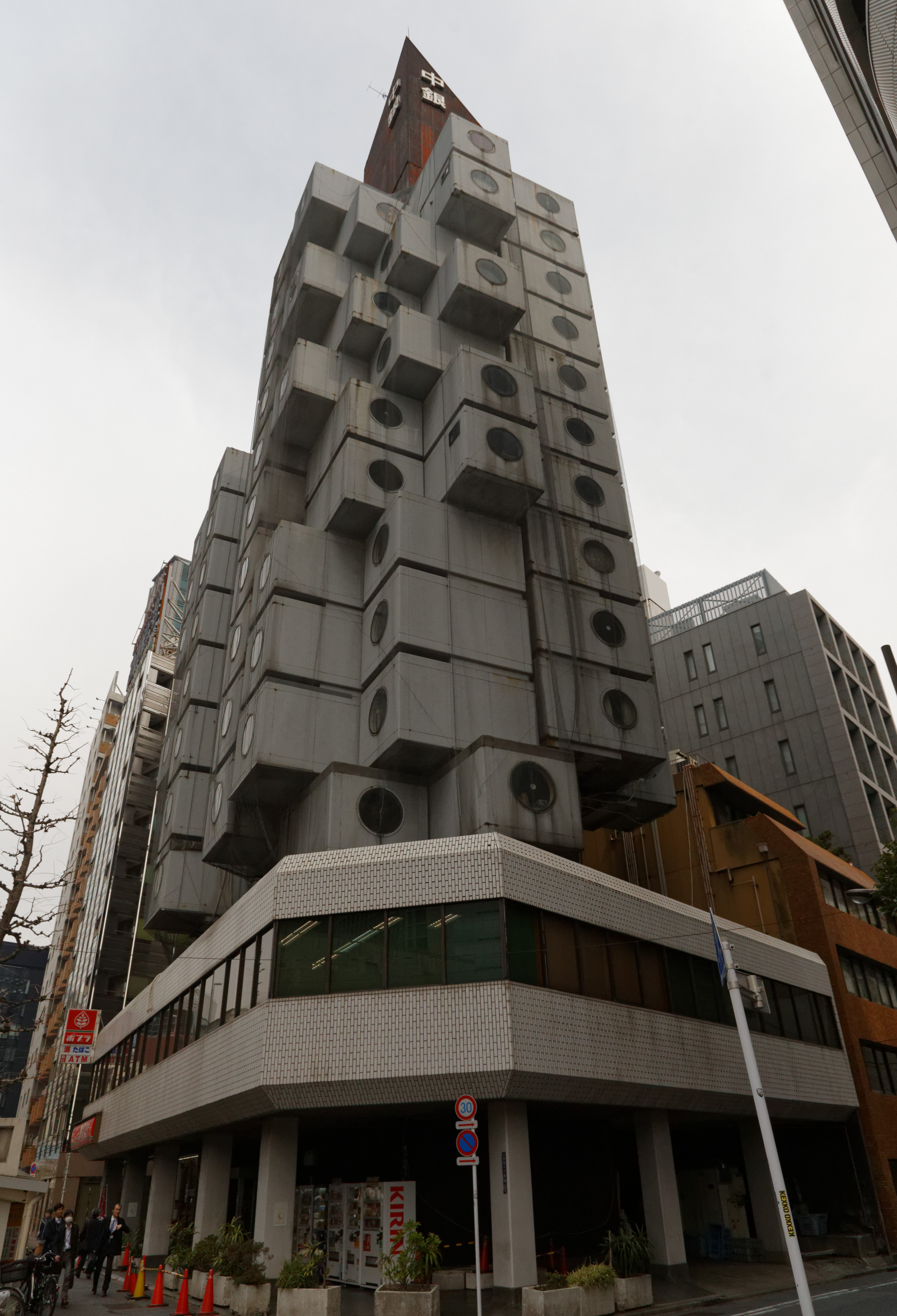
Pohled na věž zboku dole s obchodním parterem
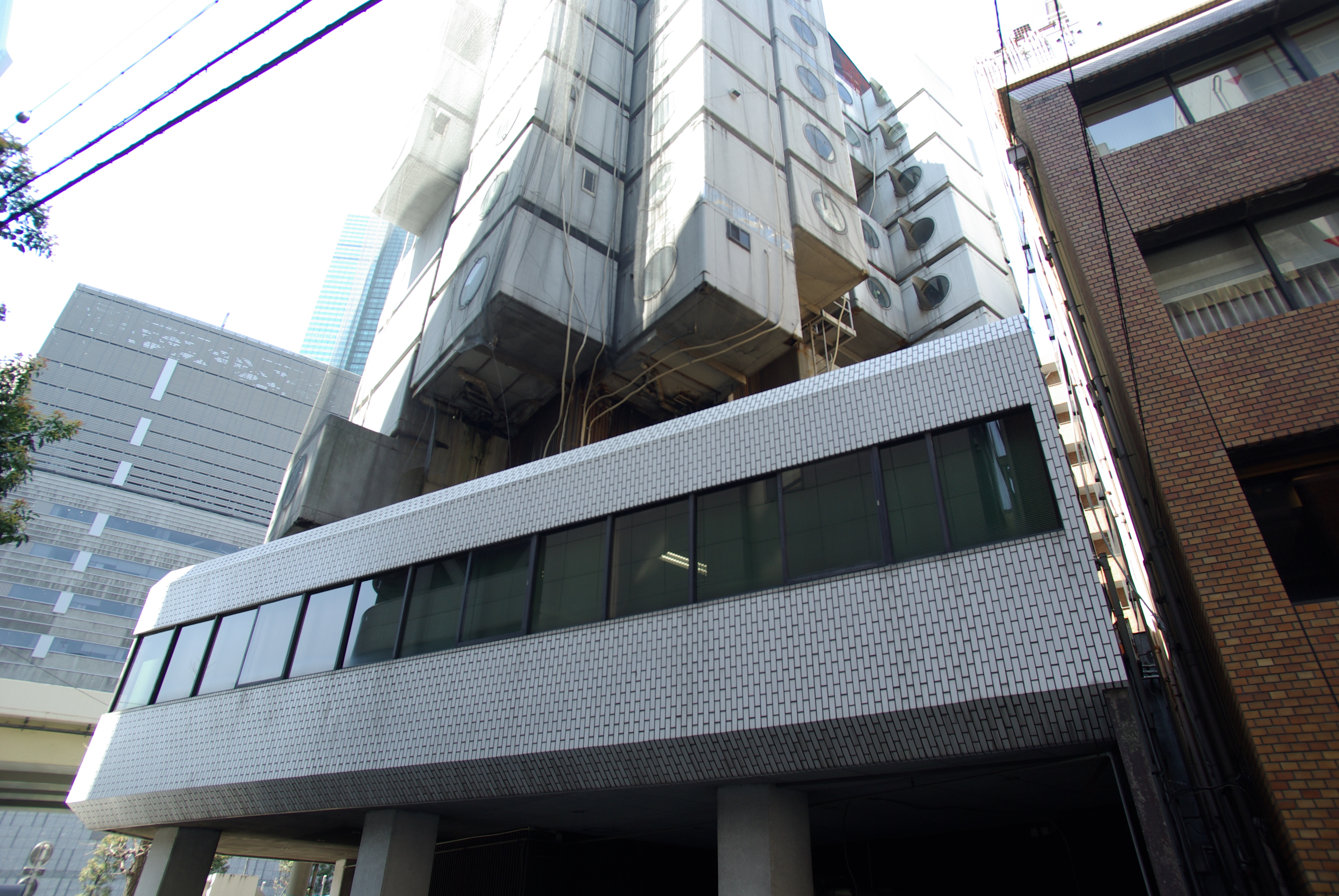
Detail obchodního parteru
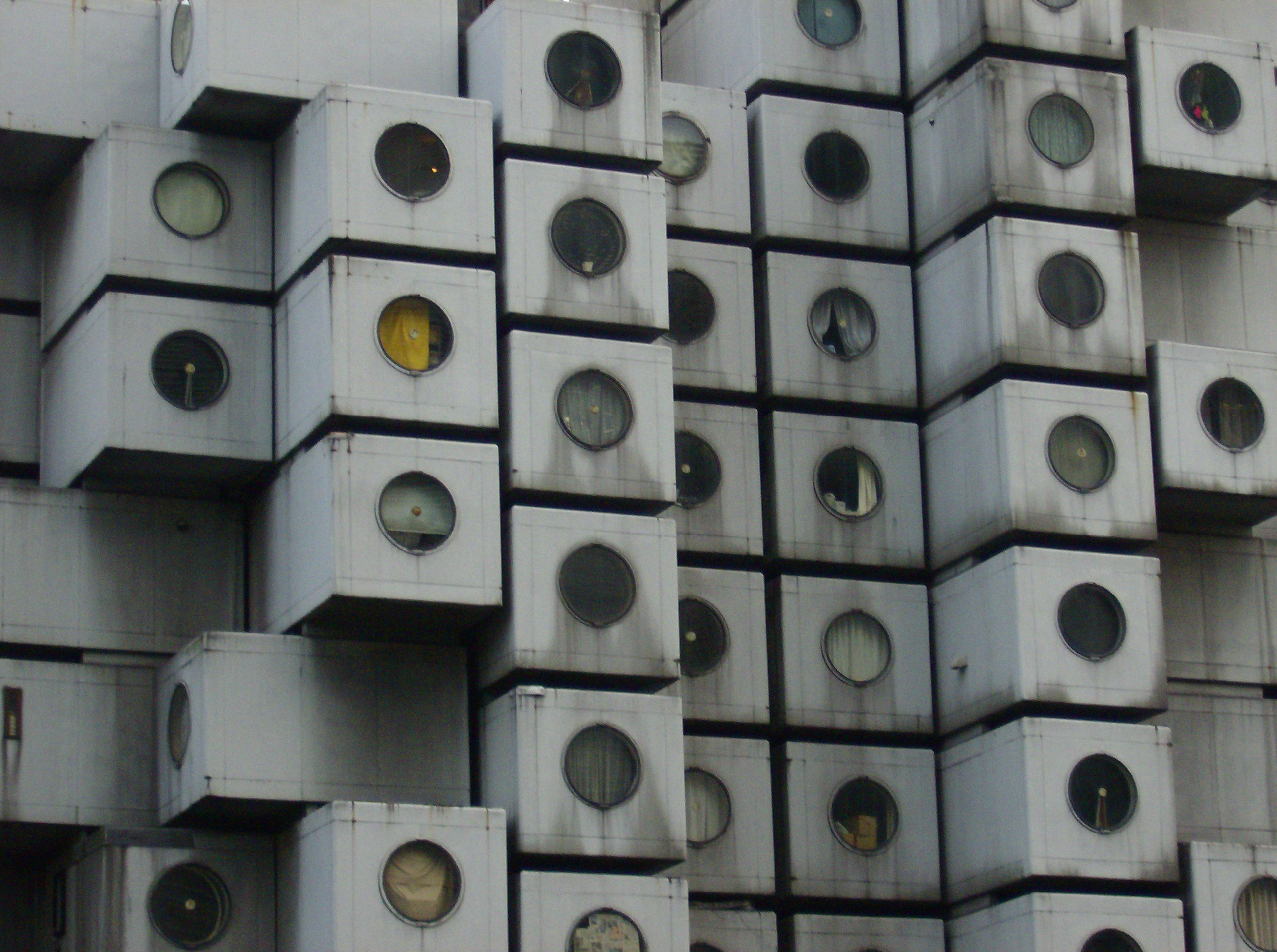
Pohled na fasádu jedné z věží
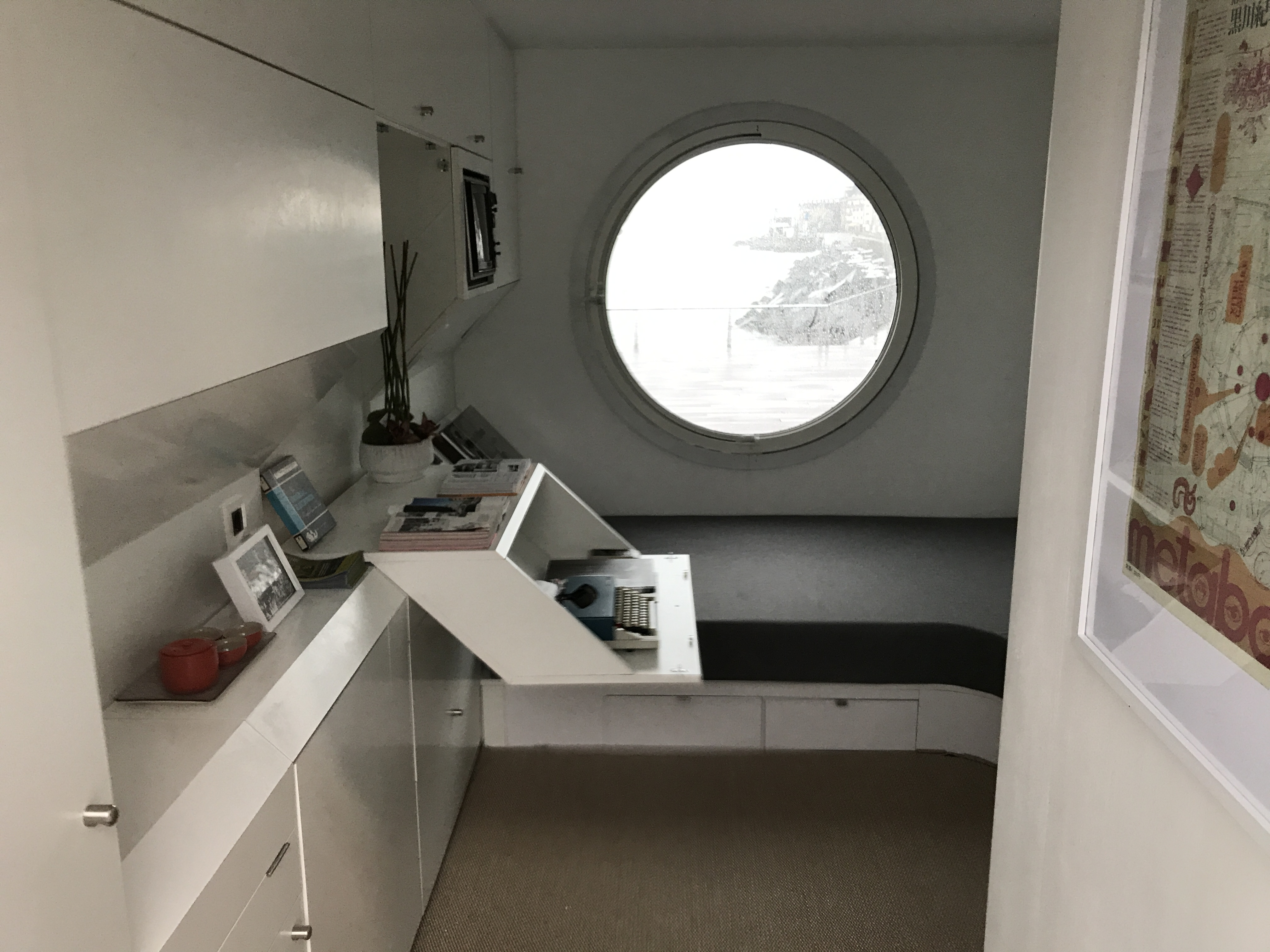
Interiér buňky – postel
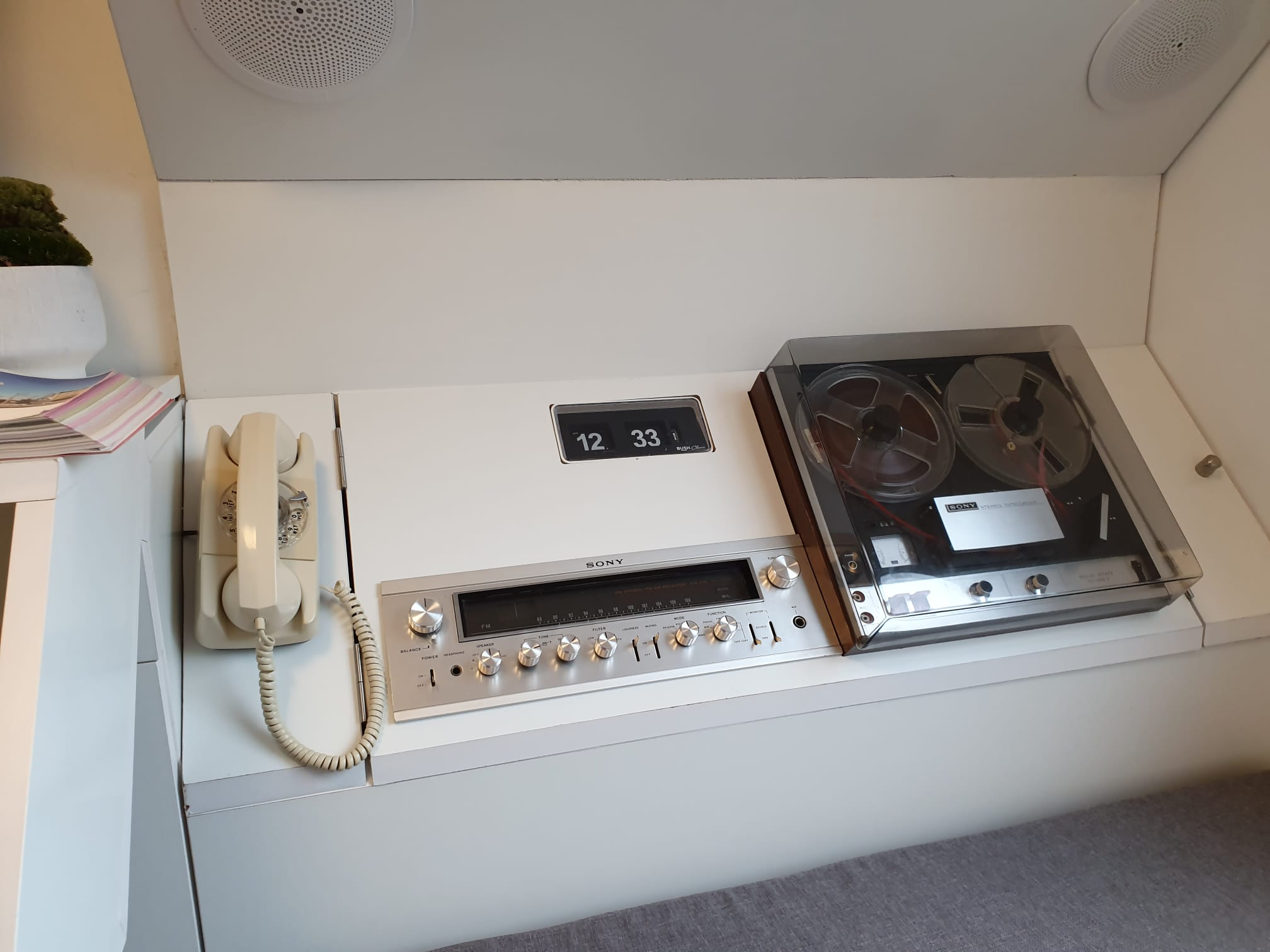
Interiér buňky – telefon, magnetofon, rádio, hodiny
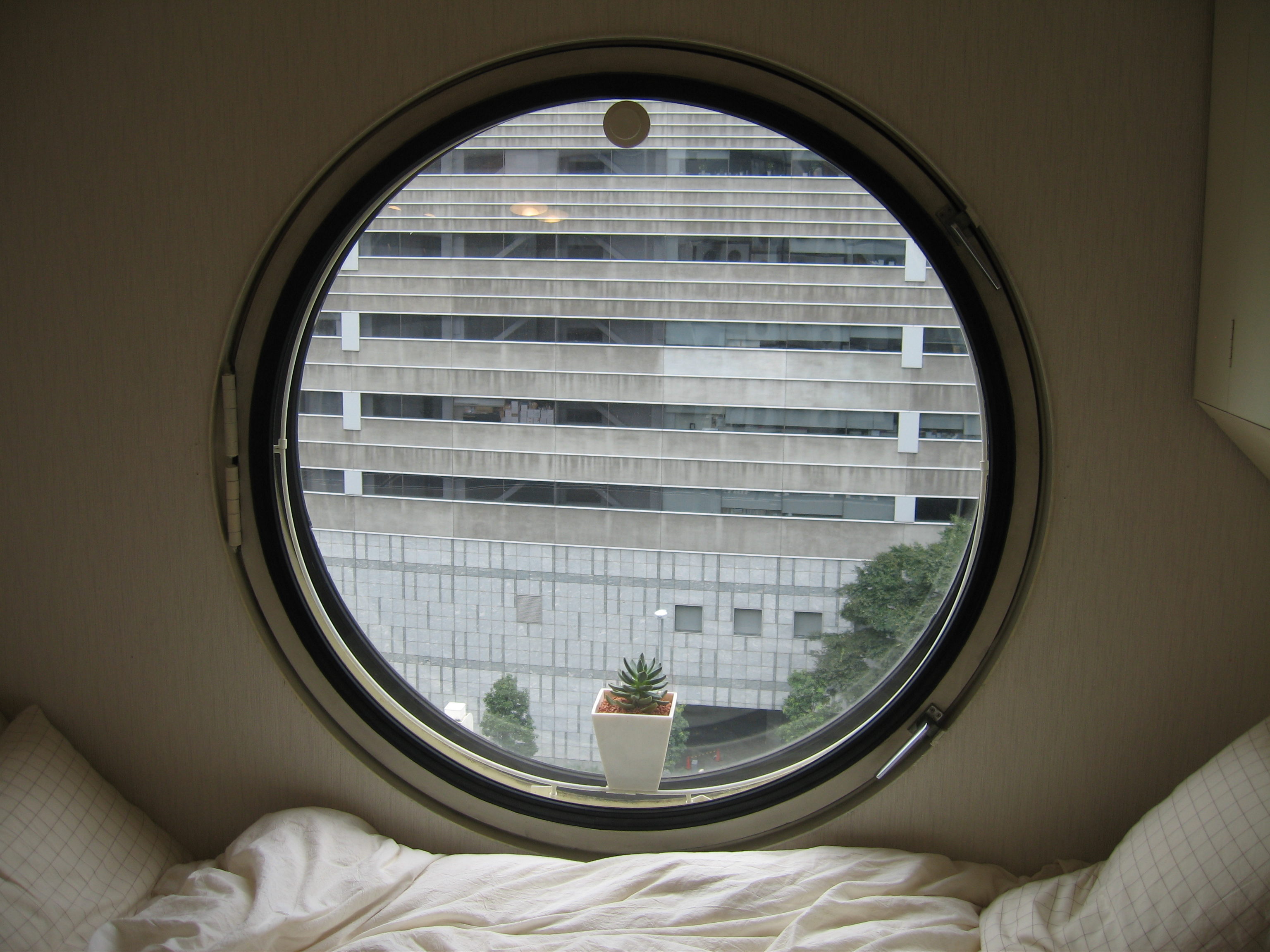
Pohled z okna
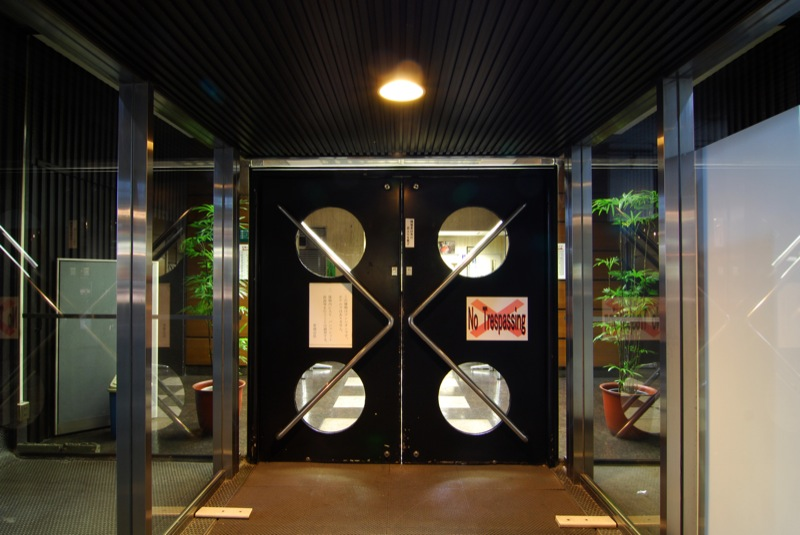
Vstupní dveře
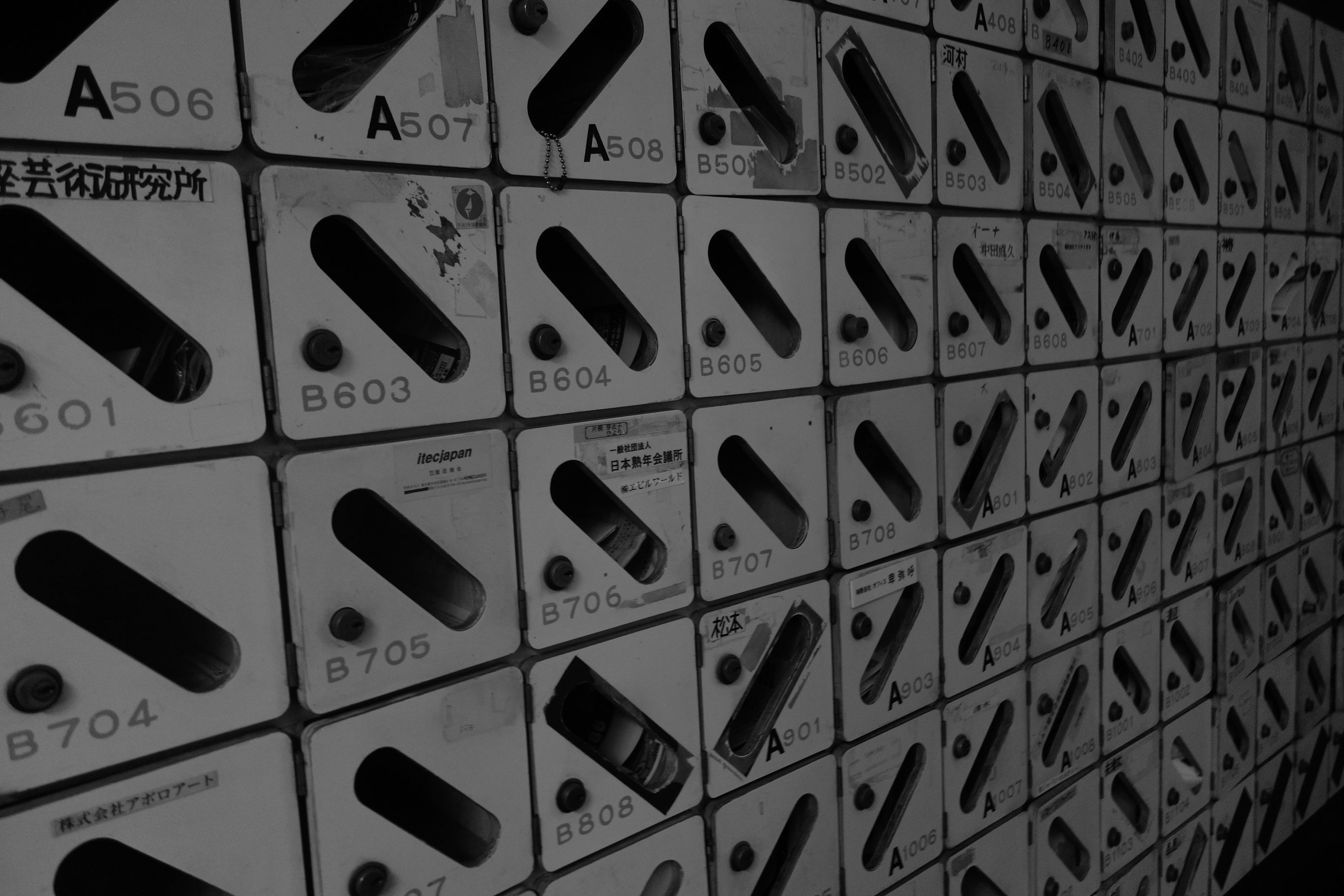
Poštovní schránky
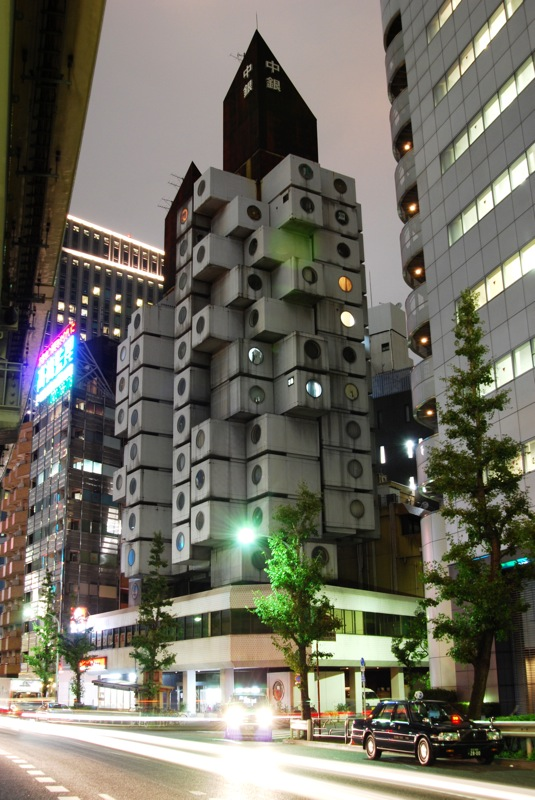
Noční pohled